# Cylisticus lencoranensis
Cylisticus lencoranensis är en kräftdjursart som beskrevs av Borutzkii 1977. Cylisticus lencoranensis ingår i släktet Cylisticus och familjen Cylisticidae. Inga underarter finns listade i Catalogue of Life.